# Capul Gris-Nez
Capul Gris-Nez este o arie protejată (arie de protecție specială avifaunistică — SPA) din Franța întinsă pe o suprafață de 56.224 ha, integral marine.

## Localizare
Centrul sitului Capul Gris-Nez este situat la coordonatele 50°54′29″N 1°28′48″E / 50.90806°N 1.48°E.

## Înființare
Situl Capul Gris-Nez a fost declarat arie de protecție specială avifaunistică în baza directivei 79/409 din 1979 referitoare la conservarea păsărilor sălbatice pentru a proteja 75 de specii de animale.

## Biodiversitate
Situată în ecoregiunea atlantică, aria protejată nu include niciun habitat protejat.
La baza desemnării sitului se află mai multe specii protejate de  păsări (75): alca (Alca torda), pescăruș albastru (Alcedo atthis), rață sulițar (Anas acuta), gârliță mare (Anser albifrons), gâscă cenușie (Anser anser), ciuf de câmp (Asio flammeus), Aythya marila, buhai de baltă (Botaurus stellaris), Branta bernicla, Branta leucopsis, Calidris alba, fugaci de țărm (Calidris alpina), Calidris maritima, Calonectris diomedea, Catharacta skua, prundăraș de sărătură (Charadrius alexandrinus),  prundaș gulerat mic (Charadrius dubius), prundaș gulerat mare (Charadrius hiaticula), chirighiță-cu-obraz-alb (Chlidonias hybridus), chirighiță neagră (Chlidonias niger), barză albă (Ciconia ciconia), erete de stuf (Circus aeruginosus), erete vânăt (Circus cyaneus), egretă mică (Egretta garzetta), șoim de iarnă (Falco columbarius), șoim călător (Falco peregrinus), papagal de mare (Fratercula arctica), Fulmarus glacialis, cufundar polar (Gavia arctica), cufundar mare (Gavia immer), cufundar mic (Gavia stellata), cocor (Grus grus), scoicar (Haematopus ostralegus), piciorong (Himantopus himantopus), Hydrobates pelagicus, sfrâncioc roșiatic (Lanius collurio), pescăruș-cu-cap-negru (Larus melanocephalus), sitar de mal nordic (Limosa lapponica), ciocârlie de pădure (Lullula arborea), rață catifelată (Melanitta fusca), rață neagră (Melanitta nigra), ferestraș mic (Mergus albellus), Mergus serrator, gaia neagră (Milvus migrans), gaia roșie (Milvus milvus), sula bassana (Morus bassanus), culic mare (Numenius arquata), Numenius phaeopus, vultur pescar (Pandion haliaetus), viespar (Pernis apivorus), Phalacrocorax aristotelis, cormoran mare (Phalacrocorax carbo), bătăuș (Philomachus pugnax), lopătar (Platalea leucorodia), ploier auriu (Pluvialis apricaria), ploier argintiu (Pluvialis squatarola), corcodel-urechiat (Podiceps auritus), corcodel mare (Podiceps cristatus), corcodel-cu-gât-roșu (Podiceps grisegena), corcodel-cu-gât-negru (Podiceps nigricollis), Puffinus puffinus, ciocântors (Recurvirostra avosetta), Rissa tridactyla, eider (Somateria mollissima), Stercorarius longicaudus, lup de mare mic (Stercorarius parasiticus), Stercorarius pomarinus, chiră mică (Sterna albifrons), Sterna dougallii, chiră de baltă (Sterna hirundo), Sterna paradisaea, chiră de mare (Sterna sandvicensis), fluierar de mlaștină (Tringa glareola), Uria aalge, nagâț (Vanellus vanellus)
Pe lângă speciile protejate, pe teritoriul sitului au mai fost identificate 1 specie de păsări.